# ヤマハ・SDR
SDR（エスディーアール）は、かつてヤマハ発動機が製造販売していた200ccのオートバイ（普通自動二輪車）である。
車両型式は2TVで車台番号は2TV-000101から生産された。

## 概要
SDRは1987年7月に発売された。レーサーレプリカ全盛の時代にヤマハが操る楽しさを提案したライトウェイトスポーツであった。しかし絶対的パワーは二気筒モデルには及ばず、当時のバイクユーザーの高性能志向から外れていたため人気が出ず、1988年頃に製造が終了した。生産・販売期間は短かったものの近年では車体デザインやコンセプトを再評価する意見も多い。
乾燥重量105kgの軽量な車体にDT200R（37F）用をベースにクランクケースリードバルブへと変更を加えた最高出力34 psの水冷2ストローク単気筒エンジンを搭載している。同社のRZ250の初期型（乾燥重量139kg、最高出力35ps）と比較するとパワーウェイトレシオがRZ250は3.97kg/psで、SDRは3.08kg/psとなり、SDRの方が1kg近く優秀であった。

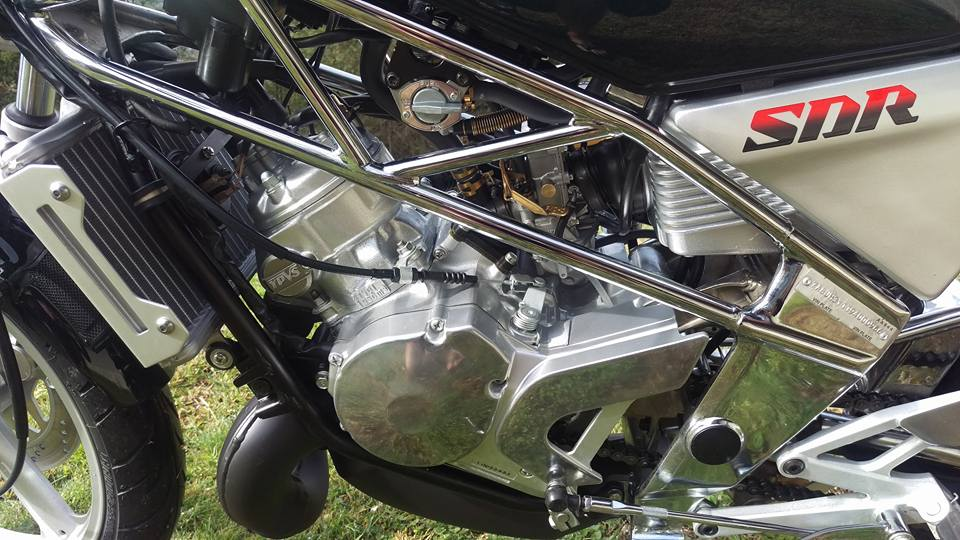

このバイクの外観的な特徴であるメインフレーム、スイングアームは細い鋼管を組んだトラス構造で、その上にニッケル、スズ、コバルトを用いたTC（Triple Composit）メッキがかけられている。シート下のアルミ製エアクリーナ・ボックスはサイドカバーおよびフレームの剛性部材の一部を兼ね、電装やオイルタンクはタンク下、テールカウル内にそれぞれ格納されている。リアサスペンションは現在のネイキッドに多く見られるツインショックではなく、軽量化のためモノショックを採用。
そのコンセプトのため積載量は最低限まで削られており、排気量200ccの車両だが乗車定員は1名で、二人乗りの装備（タンデムシート、ステップ）はオプションとしても用意されていない。
エンジン周りの部品についてはベースとなったDT200R（37F）のものとは形式が異なり互換性はないが、DT200R後期型（3ET）やDT125R後期型（3FW）やTZR125にクランクケースが流用されており、こちらとはある程度の互換性がある。
メーカー純正仕様ではタコメーターが装備されず、純正オプション装備としても用意されていない。

## 主要諸元
- 全長:1945 mm
- 全幅:680 mm
- 全高:1005 mm
- 車両重量:105 kg
- 総排気量:195 cc
- 最高出力:34 ps / 9000 rpm
- 最大トルク:2.8 kg-m / 8000 rpm
- スパークプラグ:NGK BR9ES / BR8ES（工場出荷時装着プラグは9番）
- ローラーチェーンサイズ:RK428SHO（駒数132）
- タイヤサイズ
  - 前: 90/80-17 46S（ダンロップ製K730F/ヨコハマタイヤ製F270）
  - 後:110/80-17 57S（ダンロップ製K730F/ヨコハマタイヤ製F270）
  - 指定空気圧
    - （一般）前:1.75 kg / cm2、後:2.00 kg / cm2
    - （高速）前:2.00 kg / cm2、後:2.25 kg / cm2
- バッテリー:GM3-3B（12V3AH）
- ヘッドライト:12 V 45 W×45 W